# Gilbert Bellone
Gilbert Bellone (Grasse, 27 dicembre 1942) è un ex ciclista su strada francese, professionista dal 1961 al 1973. Vinse una tappa al Tour de France e una alla Vuelta a España.

## Palmarès
- 1966 (Mercier, una vittoria)

1ª tappa Critérium National de la Route (Revel > Revel)
- 1967 (Mercier, una vittoria)

8ª tappa Vuelta a España (Valencia > Vinaròs)
- 1968 (Mercier, una vittoria)

1ª tappa Tour de France (Bordeaux > Bayonne)
- 1969 (Bic, tre vittorie)

Critérium National de la Route
Grand Prix de Cannes
2ª tappa Giro di Sardegna (Cagliari > Lanusei)
- 1972 (Bic, due vittorie)

Rund um den Henninger-Turm
4ª tappa, 1ª semitappa Tour de Luxembourg (Diekirch > Esch-sur-Alzette)

## Piazzamenti

### Grandi Giri
- Tour de France

1965: fuori tempo massimo (15ª tappa)
1966: 78º
1968: 40º
1969: 45º
1970: ritirato (23ª tappa)
1971: ritirato (10ª tappa)
1972: 34º
1973: squalificato (8ª tappa)
- Vuelta a España

1965: ritirato
1967: 42º
1969: 7º

### Classiche monumento
- Milano-Sanremo

1964: 67º
1965: 41º
1966: 75º
1967: 47º
1969: 15º
- Liegi-Bastogne-Liegi

1970: 16º
1971: 4º
1972: 8º
- Giro di Lombardia

1964: 37º
1968: 21º